# 海宁市南苑中学
海宁市南苑中学是浙江省海宁市的一所公立完全中学。建于1999年，2000年搬入育才路。海宁市南苑中学学校占地面积53071平方米，建筑面积32772平方米。
学校位于海洲街道育才路36号，占地103亩，是海宁市设施完善的公立完全中学。学校拥有现代化的教学和生活设施，如校园网络、校园监控、云课堂、实验楼、体育场、计算机房、学生公寓、学生餐厅等。学校现有54个教学班（其中高中班18个，初中班36个），在校学生两千多人，教职工二百余人。 

## 历史

#### 创办与初期（1999年 - 2002年）
1999年7月，根据海宁市人民政府文件，海宁市南苑中学由海宁一中托管办学，教师来自全市兄弟学校。12月，学校正式施工并打下第一桩。2000年8月，新校舍启用，同时并入海宁市伊桥乡初级中学。
学科发展与荣誉（2002年 - 2007年） 2002年3月，获评海宁市“文明单位”，并于5月举行新校舍落成庆典。同年8月，海宁市硖石镇石路初级中学并入。2004年7月，被浙江省教育厅授予“浙江省九年制义务教育Ⅰ类标准化学校”。2007年6月，荣获“国家优质教育资源建设重点示范学校”称号。

#### 特色教育与社会荣誉（2005年 - 2017年）
2005年8月，学校启动“自主教育”特色学校创建，强调“自主、合作”为校园文化核心。2006年2月，获评海宁市“学校德育工作示范学校”；2009年6月，被评为“浙江省无烟单位”。2012年10月，被授予浙江省“青少年校园足球活动优秀定点学校”。2014年12月，获评海宁市“特色学校”。
文化建设与交流（2015年 - 2020年） 
2015年3月，获得“浙江省阳光体育后备人才基地”称号。2016年2月，被评为海宁市“美丽校园”。2017年5月，荣获中华人民共和国教育部“全国青少年校园足球特色学校”。

#### 校庆与国际合作（2018年 - 2022年）
2018年8月，学校举办了“青春南中”一学校办学20周年校庆活动，回顾了学校的历程。2019年6月，学校深化校际联盟合作，并在10月签署中美“南南联盟”协议。2021年11月，获评嘉兴市首批义务教育“新优质学校”；2022年6月，荣获嘉兴市“中小学校内大课间体育活动”评比一等奖。
未来发展（2022年以后） 2022年9月，学校通过浙江省健康促进学校复审。同年10月，举办嘉兴市“嘉禾·活力课堂”第二届教坛新秀专场。11月28日，荣获海宁市“示范家长学校”称号。12月1日，成功举办“我和我的孩子”家长论坛。12月16日，启动静安初级中学项目工程。

## 现任领导
校长：夏云熙
荣誉校长：孙海峰
书记：夏云熙
副校长：方敏、胡培苏、许燕华、陈巧玲

## 成就[3]
- 浙江省“一类标准化学校”
- 浙江省“学校档案管理目标二级达标单位”
- 浙江省“健康促进学校金奖单位”
- 嘉兴市“教科研基地”
- 嘉兴市“陶行知研究会实验学校”
- 海宁市“文明单位”
- 海宁市“绿色学校”
- 海宁市“社区共建先进单位”
- 海宁市“平安校园”
- 海宁市“德育示范学校”
- 海宁市“师德建设先进单位”
- 海宁市“基础教育课程改革重点研究单位”
- 海宁市“档案工作先进单位”
- 海宁市教育系统“先进敬老学校”
- 海宁市“体育特色学校”
- 中国体育科学学会学校体育专业委员会“学校体育科研贡献奖”
- 嘉兴市“高水平学校体育后备人才训练基地”
- 海宁市“射击射箭项目后备人才基地”
- 海宁市“语文学科基地”
- 《中国钢笔书法杂志》“教育实验基地”

## 争议事件
2014年2月27日，一位南苑中学初中生在操场进行学校组织的体训时，突然猝死。学校未给予明确解释。